# Okres Tchaj-tung
Okres Tchaj-tung (čínsky 台東縣 nebo 臺東縣, tongyong pinyin Táidong siàn, tchajwansky Tâi-tang-koān) je okres na Tchaj-wanu. Jeho sousedy jsou okres Pching-tung, okres Chua-lien a centrálně spravované město Kao-siung.
Geograficky je okres ohraničen Centrálním pohořím na západě a Tichým oceánem na východě. V centrální části okresu při ústí řeky Pej-nan (卑南溪) se nachází město Tchaj-tung, hlavní a největší město okresu. Administrativně pod okres spadají i Orchidejový ostrov a Zelený ostrov, které jsou s pevninou spojeny letecky či lodní dopravou skrze přístav Fu-kang (富岡) ležící nedaleko města Tchaj-tung.
35,5 % obyvatelstva okresu tvoří původní obyvatelé Tchaj-wanu, zejména z etnik Bunun, Paiwan, Rukai, Amis, Puyuma, Tao a Kavalan.